# Robert FitzStephen
Robert FitzStephen (?-1183) fue un militar cambro-normando, uno de los líderes de la invasión de Irlanda, por la que recibió extensas propiedades en Irlanda.
Era hijo de Nest, hija de Rhys ap Tewdwr, el último rey de Deheubarth (Gales del sur). Su padre fue el segundo marido de Nest, Stephen, Condestable de Cardigan (en galés: Aberteifi). Tras la muerte de su primer marido, Gerald de Windsor, sus hijos habían casado a Nest con Stephen, su condestable para Cardigan. Tuvo posiblemente otro hijo con Stephen, de nombre Hywel.

## Carrera

### En Gales
Robert sucedió a su padre en su cargo (Custos Campe Abertivi). Aparece por vez primera en 1157, cuando Enrique II de Inglaterra invadió Gwynedd. Mientras el ejército real principal enfrentaba a Owain Gwynedd al este del Conwy, una fuerza que incluía a Robert y a su medio hermano Henry Fitzroy (hijo ilegítimo de Nest y Enrique I) atacó Anglesey por mar. Sin embargo, esta fuerza fue derrotada, dejando a Robert con heridas graves y a Henry muerto.
Robert fue capturado en noviembre de 1165 por Rhys ap Gruffydd que era sobrino de su madre. No obstante, el Rey de Leinster apeló a Rhys (en 1167) para liberar a Robert para una expedición a Irlanda. Rhys no acató la orden al momento, pero liberó a Robert tras una petición posterior en 1168.

### En Irlanda

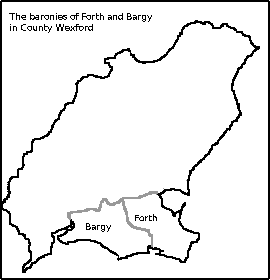
Las baronías de Forth y Bargy en Condado Wexford.

En 1167, el Rey de Leinster, Diarmait Mac Murchada, fue privado de su reino por el Rey Supremo de Irlanda. Para recuperar su reino, Diarmait pasó a Gales y de allí a Inglaterra y Aquitania en Francia, para obtener el consentimiento de Enrique II de Inglaterra para reclutar soldados. A su regreso a Gales, FitzStephen le ayudó a organizar un ejército mercenario de normandos y galeses, incluyendo a Richard de Clare, conde de Pembroke, alias Strongbow. El 1 de mayo de 1169, Robert dirigió la vanguardia de Diarmait Mac Murchada a Irlanda, dando comienzo a la invasión normanda de Irlanda. El grupo principal desembarcó cerca de Bannow, Condado de Wexford con una fuerza de 30 caballeros, 60 hombres de armas y 300 arqueros. Al día siguiente, Maurice de Prendergast desembarcó en la misma bahía con diez caballeros y 60 arqueros. Esta fuerza se unió un grupo de unos 500 soldados mandados por Diarmait. A cambio de la captura de Wexford, MacMurrough concedió a FitzStephen una participación en dos cantreds, Bargy y Forth que comprendían toda la tierra entre Bannow y la ciudad de Wexford. Los cantreds serían disfrutados conjuntamente con Maurice FitzGerald, Señor de Lanstephan, su medio-hermano. El Asedio de Wexford duró sólo dos días. El primer ataque fue rechazado con la pérdida de 18 Normandos y 3 defensores. Se cree que fueron las únicas muerte durante el asedio. FitzStephen entonces ordenó a sus hombres quemar todos los barcos en el puerto de la ciudad. A la mañana siguiente se reanudaron los ataques. Poco después, los defensores enviaron mensajeros a Diarmait, aceptando la rendición de la ciudad y jurar lealtad a Diarmait. Se afirma que fueron convencidos por dos obispos que permanecían en la ciudad. Durante el asedio, estuvo acompañado por Robert de Barry, el hijo mayor de su medio hermana Angharad de Windsor.
Robert fue hecho prisionero tomado por el jefe de MacCarthy Reagh en 1171, Robert fue entregado a Enrique II, que le nombró lugarteniente del Justiciar de Irlanda, Hugh de Lacy.
Robert prestó buen servicio durante los problemas de 1173 y fue recompensado en 1177 recibiendo del rey de Inglaterra, conjuntamente con Miles de Cogan, la donación del reino de Cork, "de Lismore al mar", con la excepción de la ciudad de Cork. Cogan era hijo de la medio hermana de Robert, Gwladys. Los príncipes nativos de la provincia discutían el derecho real a disponer del territorio, argumentando que no habían opuesto resistencia a Enrique ni cometido acto alguno que justificara el embargo sus tierras. En consecuencia, FitzStephen tuvo dificultad en mantener su posición y fue casi derrocado por una revuelta en Desmond en 1182. Al no tener heredero masculino, FitzStephen finalmente cedió estos territorios a su medio sobrino Philip alrededor de 1180.
El segundo hijo de su medio-hermana Angharad de Windsor, Philip de Barry llegó a Irlanda en 1183 o 1185 para ayudar a su medio tío y junto con Raymond Fitzgerald (también conocido como Raymond Le Gros), también pariente suyo, recuperaron las baronías de Killede, Olethan y Muscarydonegan en el actual condado de Cork. Finalmente se llegó a un acuerdo de compromiso que permitió a los barones conservar siete cantreds cerca de Cork, mientras que otros veinticuatros quedaron en mano de los príncipes nativos. 
La fecha de su muerte es incierta.